# Santa Comba Dão
Santa Comba Dão és un municipi portuguès, situat al districte de Viseu, a la regió del Centre i a la subregió de Dão-Lafões. L'any 2004 tenia 12.393 habitants. Es divideix en 9 freguesias. Limita al nord amb Tondela, a l'est amb Carregal do Sal, al sud-est amb Tábua, al sud amb Penacova i a l'oest amb Mortágua.

## Població
| Població del concelho de Santa Comba Dão (1801 – 2004) | Població del concelho de Santa Comba Dão (1801 – 2004) | Població del concelho de Santa Comba Dão (1801 – 2004) | Població del concelho de Santa Comba Dão (1801 – 2004) | Població del concelho de Santa Comba Dão (1801 – 2004) | Població del concelho de Santa Comba Dão (1801 – 2004) | Població del concelho de Santa Comba Dão (1801 – 2004) | Població del concelho de Santa Comba Dão (1801 – 2004) | Població del concelho de Santa Comba Dão (1801 – 2004) |
| ------------------------------------------------------ | ------------------------------------------------------ | ------------------------------------------------------ | ------------------------------------------------------ | ------------------------------------------------------ | ------------------------------------------------------ | ------------------------------------------------------ | ------------------------------------------------------ | ------------------------------------------------------ |
| 1801                                                   | 1849                                                   | 1900                                                   | 1930                                                   | 1960                                                   | 1981                                                   | 1991                                                   | 2001                                                   | 2004                                                   |
| 893                                                    | 6089                                                   | 12237                                                  | 14088                                                  | 13723                                                  | 14099                                                  | 12209                                                  | 12473                                                  | 12393                                                  |

## Freguesies
- Couto do Mosteiro
- Nagozela
- Ovoa
- Pinheiro de Ázere
- Santa Comba Dão
- São Joaninho
- São João de Areias
- Treixedo
- Vimieiro

## Personalitats cèlebres
- António de Oliveira Salazar, dictador portuguès
- José da Silva Carvalho (1782-1856) - obrer de la Revolució de 1820 i ministre de Joan VI, Pere IV i Maria II

## Galeria d'imatges

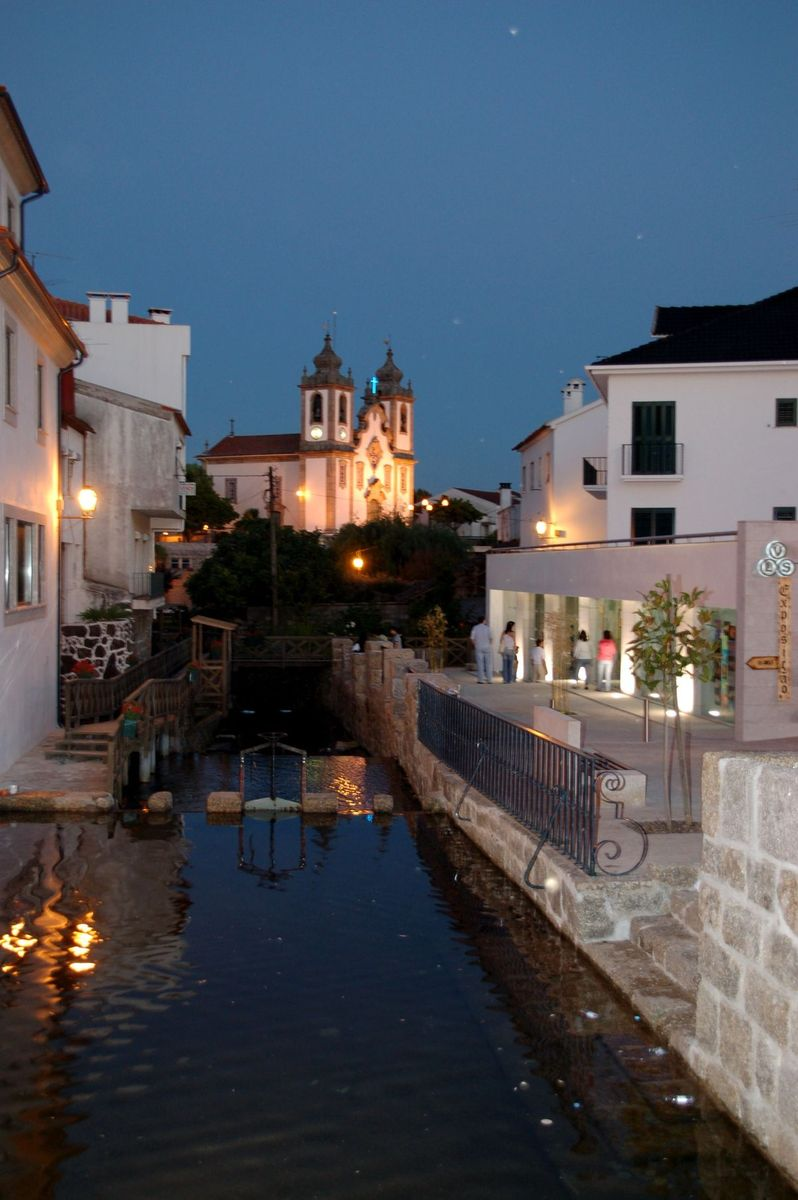
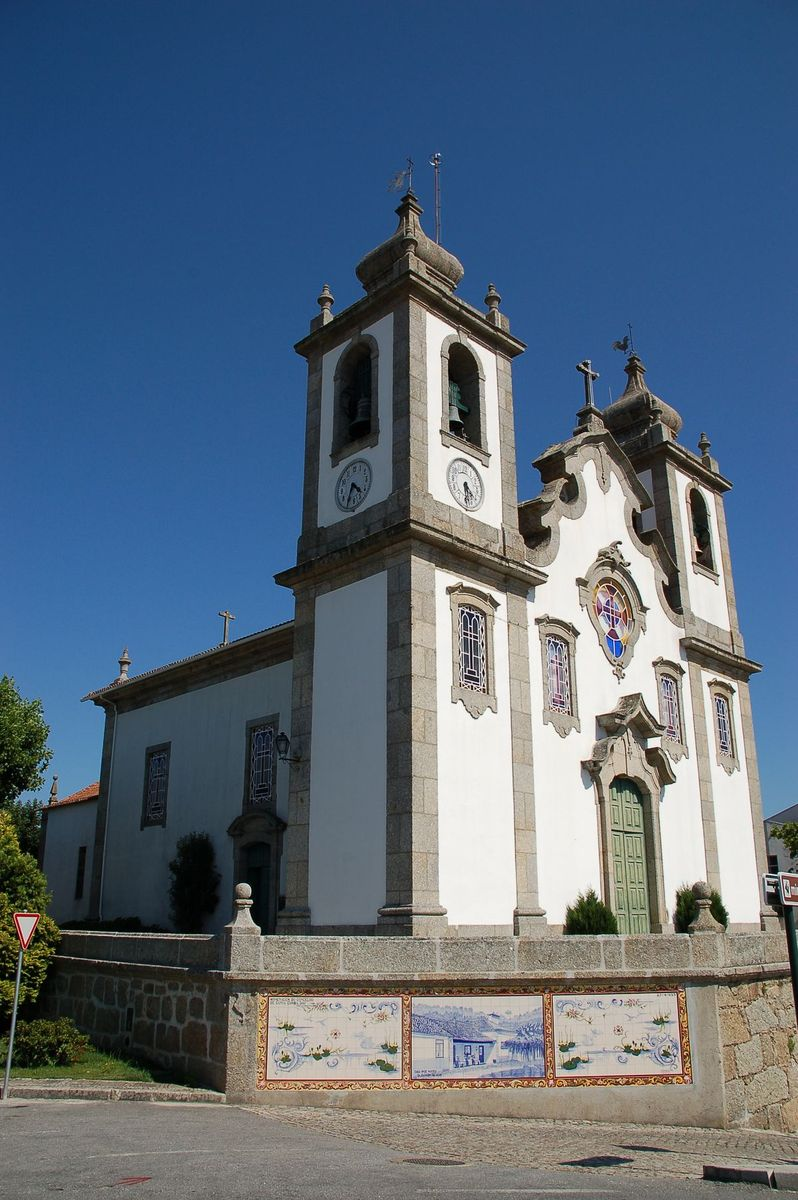
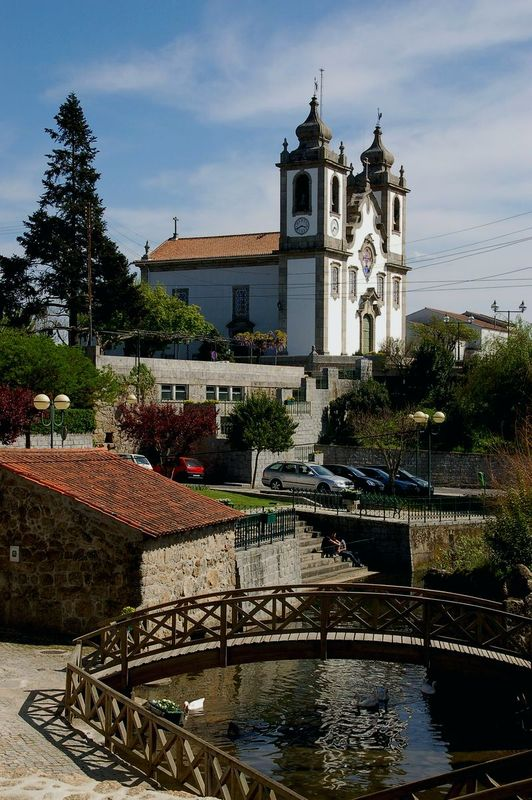
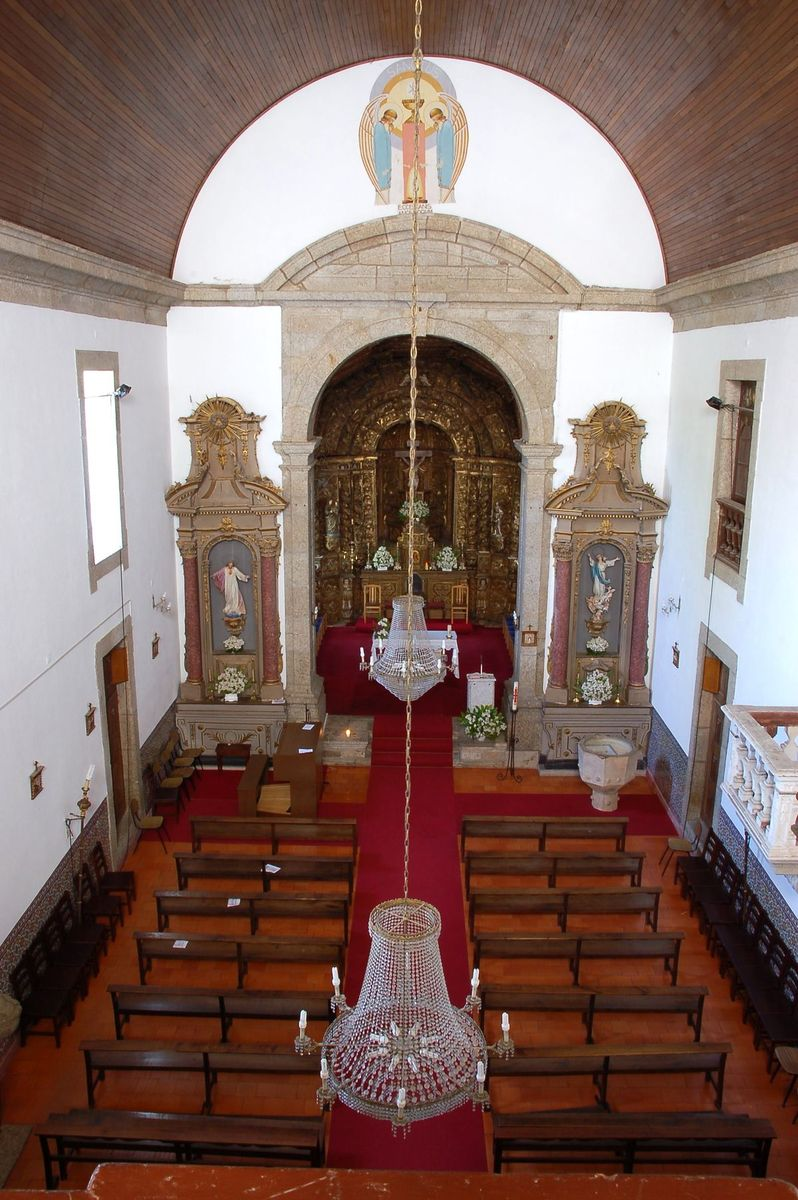
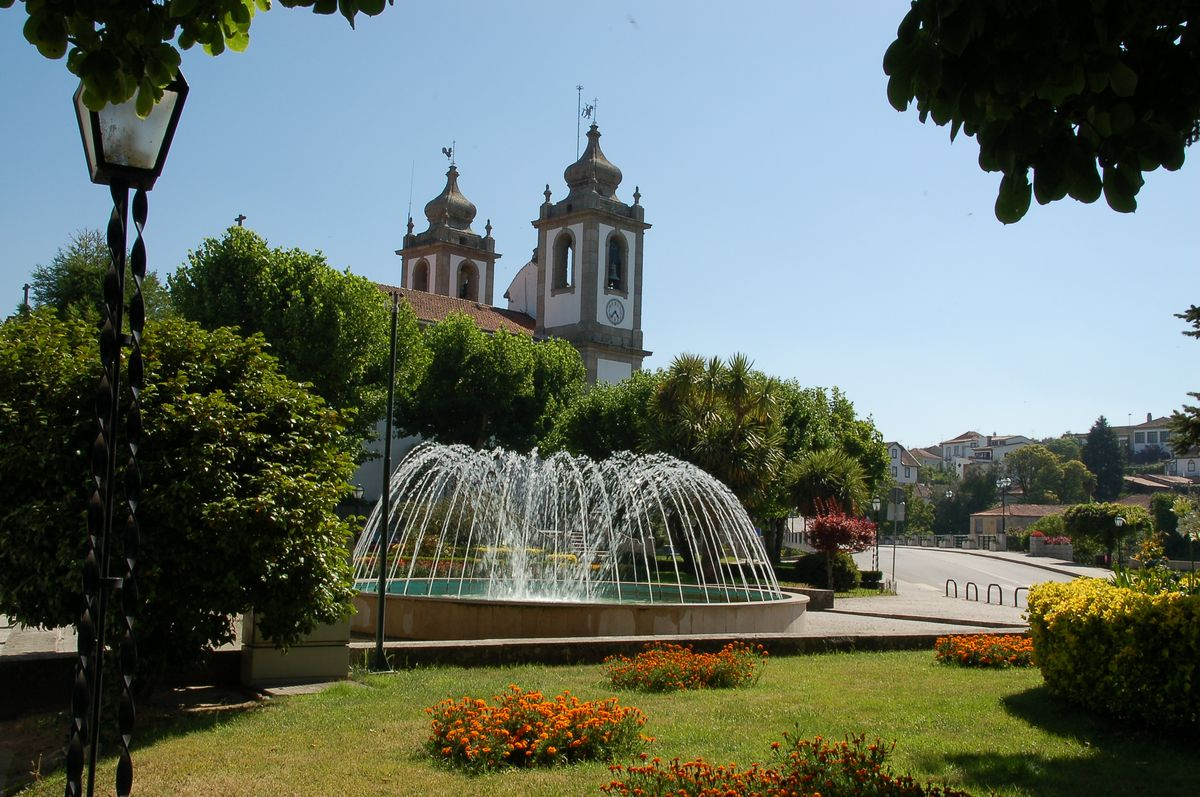
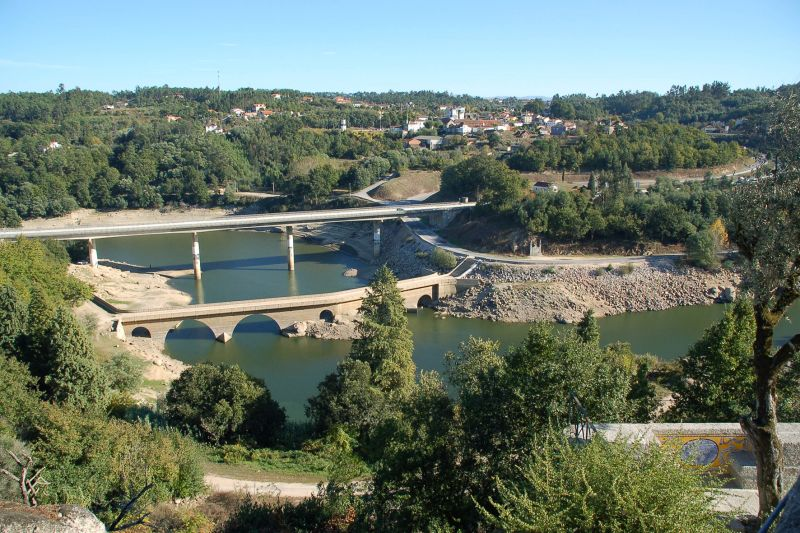
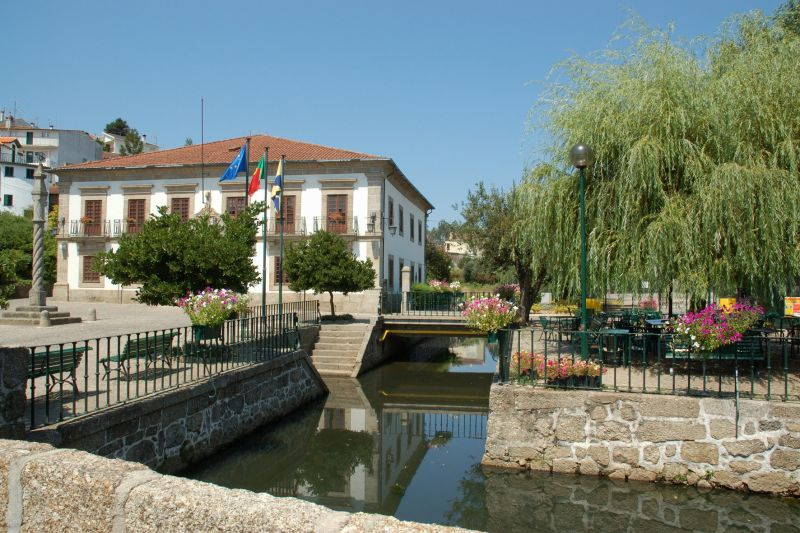
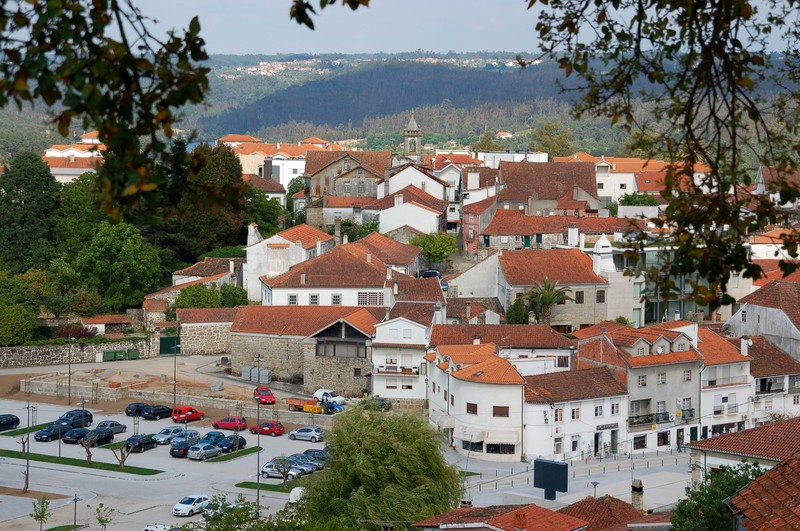